# سيرجيو أنغولو
سيرجيو أنغولو (بالإسبانية: Sergio Angulo)‏ هو لاعب كرة قدم كولومبي، ولد في 14 سبتمبر 1960 في إيباغيه في كولومبيا. شارك مع منتخب كولومبيا لكرة القدم. أما مع النوادي، فقد لعب مع أمريكا دي كالي وإنديبنديينتي سانتا في وديبورتيفو باستو وديبورتيفو بيريرا وديبورتيفو كالي.

## وصلات خارجية
- سيرجيو أنغولو على موقع قاعدة بيانات كرة القدم.إي يو (الإنجليزية)
- سيرجيو أنغولو على موقع ناشيونال فوتبول تيمز (الإنجليزية)